# Feliks Steinhagen

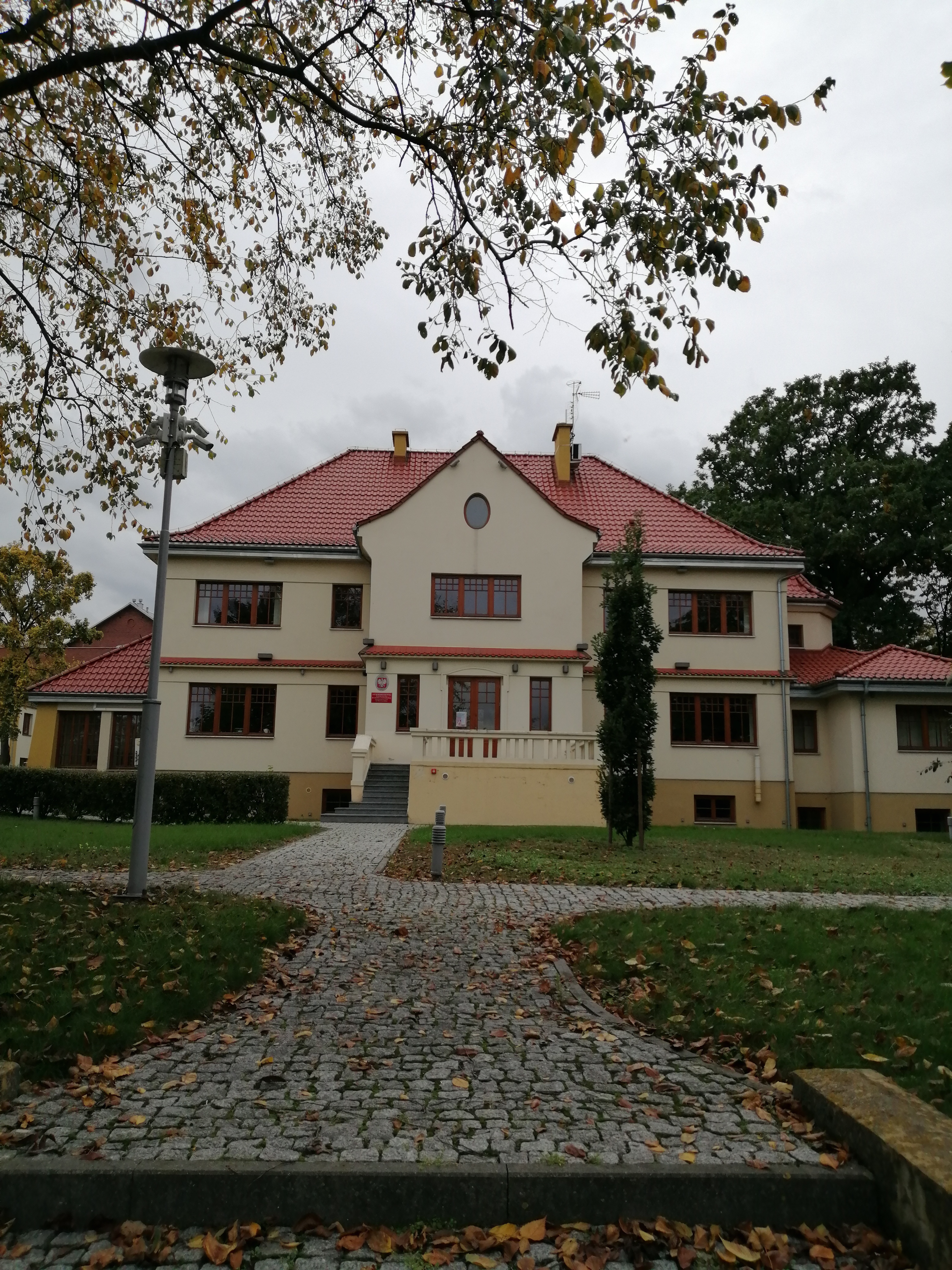
Willa Feliksa Steinhagena przy ul. Bechiego 2 we Włocławku, obecnie siedziba Delegatury Kujawsko-Pomorskiego Urzędu Wojewódzkiego oraz Regionalnego Centrum Inicjatyw Europejskich

Feliks Aleksander Steinhagen (urodzony 22 lipca 1904 w Mijaczowie, zmarły 12 października 1939 we Włocławku) – podporucznik rezerwy piechoty Wojska Polskiego, uczestnik kampanii wrześniowej 1939 r., inżynier, przemysłowiec, współwłaściciel i dyrektor włocławskich fabryk celulozy i papieru.

## Życiorys
Urodził się 22 lipca 1904 r. w Mijaczowie (obecnie dzielnica Myszkowa), jako jeden z czworga synów Artura Fryderyka Wilhelma (1858-1907) - przemysłowca, współtwórcy i współwłaściciela fabryki papieru w Myszkowie pn. „Steinhagen, Wehr i S-ka”, i jego żony Marii z domu Knothe (1868-1965), znanej z działalności charytatywnej. Jego rodzice pochodzili z Westfalii i byli wyznania protestanckiego.
Dzieciństwo spędził w Mijaczowie. W latach 1923–1924 uczył się w Korpusie Kadetów Nr 2 w Modlinie, gdzie zdobył wykształcenie maturalne. Dyplom otrzymał 5 lipca 1924 r. Następnie studiował papiernictwo, uzyskując w 1929 roku dyplom inżyniera niemieckiej politechniki w Köthen. Praktykę zawodową odbywał w austriackiej fabryce celulozy w Weissenhof. W 1930 roku został współudziałowcem i współwłaścicielem spółki pod nazwą „Steinhagen Saenger. Fabryki Papieru i Celulozy Spółka Akcyjna” z siedzibą w Warszawie. W skład koncernu wchodziła myszkowska fabryka papieru Steinhagenów oraz, między innymi, Spółka Akcyjna Pabianickiej Fabryki Papieru „Rob Saenger", posiadająca wówczas fabrykę w Pabianicach, jej oddział we Włocławku przy ulicy Toruńskiej i (od 1920 roku) włocławską fabrykę celulozy przy ulicy Łęgskiej. W roku szkolnym 1930-1931 ukończył XI kurs Batalionu Podchorążych Rezerwy Piechoty Nr 7 w Śremie uzyskując tytuł podchorążego rezerwy (szkolił się w 2 kompanii strzeleckiej). Feliks wraz z rodziną przeniósł się do Włocławka w 1932 roku. Pełniąc różne funkcje w strukturach włocławskich fabryk papieru i celulozy przyczynił się do ich znacznego rozwoju w II połowie lat 30. Dzięki poczynionym inwestycjom włocławska „Celuloza" pod koniec lat 30. XX w. mogła produkować 45 tysięcy ton celulozy rocznie.
Jako żołnierz rezerwy Wojska Polskiego brał udział w ćwiczeniach wojskowych - w roku 1932 szkolił się w 74 pułku piechoty z Lublińca, a w roku 1936 odbył ćwiczenia we włocławskim 14 pułku piechoty. Z dniem 1 stycznia 1933 r. promowany został na stopień podporucznika rezerwy piechoty. W roku 1934 jako podporucznik rezerwy zajmował 373. lokatę w swoim starszeństwie w korpusie oficerów piechoty (starszeństwo z dnia 1 stycznia 1933 r.). Znajdował się wówczas w ewidencji PKU Włocławek i posiadał przydział mobilizacyjny do 14 pułku piechoty.
W 1937 r. wszedł w skład zarządu Włocławskiej Ochotniczej Straży Pożarnej. W roku 1939 posiadał także udziały w „Fabryce Wyrobów Ziemniaczanych S.A.” w Złotym Potoku i w firmie „Steinhagen i Stransky” w Warszawie. Dzięki jego poparciu i staraniom pracownicy włocławskiej fabryki celulozy przekazali 7500 zł na zakup broni maszynowej dla 14 pp. Za przekazaną kwotę zakupiono 4 ckm-y z biedkami i końmi, które zarząd zakładów wraz z pracownikami wręczyli uroczyście w dniu 7 maja 1939 r. delegacji 14 pułku piechoty, której przewodniczył II zastępca dowódcy pułku.

## Wojna obronna 1939 roku
Zmobilizowany został latem 1939 r. i początkowo otrzymał przydział na stanowisko adiutanta I batalionu 14 pp, którym dowodził mjr Piotr Kunda. Brał udział w walkach toczonych nad rzeką Ossą i jeziorem Mełno. Funkcję adiutanta I batalionu sprawował do dnia 3 września. W dniu następnym objął dowództwo nad 1 kompanią strzelecką, której dowódca (ppor. Kazimierz Załęski) został ciężko ranny.
Podczas odwrotu pułku za Wisłę, wraz z kpt. Józefem Kozińskim i kpt. Antonim Bergerem udali się, w dniu 6 września, do Włocławka celem sprawdzenia stanu ewakuacji rodzin wojskowych. Tutaj spotkali zastępcę kwatermistrza 14 pp, kpt. Ignacego Alejskiego, od którego otrzymali informacje na temat przebiegu ewakuacji. Od dnia 8 września dowodził III plutonem 3 kompanii strzeleckiej, którego dotychczasowy dowódca, ppor. rez. Władysław Wiktor Dłutek, zmarł z ran odniesionych pod Mełnem.
Feliks Steinhagen wziął udział w bitwie nad Bzurą. Wyróżnił się szczególnie 13 września 1939 r., kiedy to podczas przegrupowania pułku pozostał, jako dowódca grupy ubezpieczenia, nad Bzurą i pomimo nalotu nie opuścił swych pozycji. Ze swoim oddziałem dołączył 15 września w Bogorii Dolnej do I batalionu 14 pp. I batalion, już w pełnym składzie, obsadził odcinek Stara Wieś - Maurzyce, luzując jednocześnie batalion z 63 pułku piechoty i przedłużając lewe skrzydło macierzystego pułku. W dniu 16 września ppor. Steinhagen został ciężko ranny pod Maurzycami i przetransportowany do szpitala polowego w Sochaczewie, gdzie odnalazła go żona. Po udzieleniu pomocy medycznej został przewieziony do Włocławka.
Dnia 11 października 1939 r. w swym domu przy ulicy Bechiego 2 we Włocławku spisał testament, w którym rozdysponował swój majątek i umorzył długi osób trzecich wobec siebie. Zmarł w domu 12 października 1939 r. z odniesionych ran. Pochowany został w mundurze oficera Wojska Polskiego. Spoczął w części ewangelickiej włocławskiego cmentarza komunalnego. Pogrzeb Feliksa Steinhagena przekształcił się w patriotyczną manifestację. W roku 1948 jego ciało ekshumowano i pochowano 22 lutego 1948 r. w rodzinnej kaplicy Steihagenów na cmentarzu ewangelicko-augsburskim św. Rocha w Częstochowie. W 1999 roku został odznaczony przez Prezydenta RP Aleksandra Kwaśniewskiego medalem „Za udział w wojnie obronnej 1939”.

## Rodzina
Feliks Steinhagen miał trzech starszych braci: Stefana (1892-1939), Adolfa (1894-1939) i Karola Edwarda (1902-1981). W dniu 4 października 1931 r. zawarł, w warszawskim kościele Wizytek na Krakowskim Przedmieściu, małżeństwo z Haliną Kazimierą Marią Barbarą Polaską (ur. 3 marca 1909 r., zm. 27 października 1967 r.), katoliczką, córką Kazimierza – dyrektora i współwłaściciela koncernu „Steinhagen i Saenger Fabryki Papieru i Celulozy S.A.” oraz Wandy z domu Zakrzewskiej. 16 lipca 1933 r. narodziła im się we Włocławku córka Bibianna, która zmarła następnego dnia. W dniu 27 lipca 1935 r. w Warszawie przyszła na świat córka Magdalena. Jej chrzest odbył się 31 maja 1936 r. w kościele św. Jana we Włocławku. Jego żona Halina wyszła w roku 1940 po raz drugi za mąż – za Romana Rogowskiego. Zmarła w Nieborowie i spoczywa na Starych Powązkach w Warszawie .

## Ordery i odznaczenia
- Medal „Za udział w wojnie obronnej 1939”